# سوق الأسهم

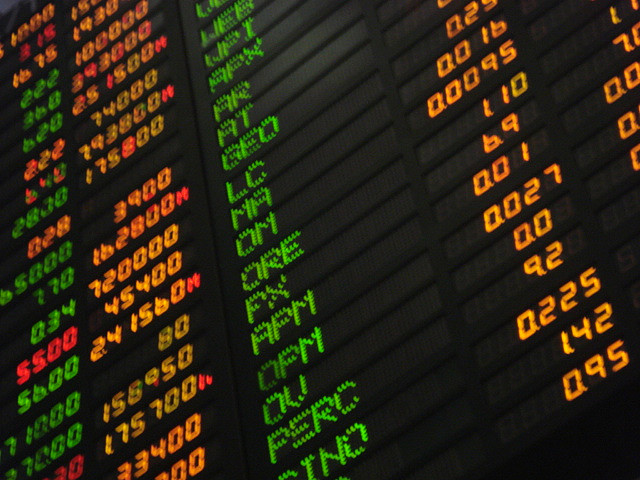
سوق الأسهم

سوق الأسهم أو الحصص هو تجمع باعة الأسهم (أو الحصص) ومشتريها، وتمثل هذه الأسهم حقوق الملكية في الشركات، وقد تشمل سندات ضمان على سوق أسهم عامة، أو أسهمًا تُباع بشكل خاص، كالحصص في الشركات الخاصة التي تباع للمستثمرين في منصات التمويل الجماعي. يكون الاستثمار في سوق الأسهم غالبًا من خلال تجّار الأسهم ومنصات التجارة الإلكترونية. يستثمر المستثمرون عادةً وفي ذهنهم خطة استثمار.
يمكن تصنيف الأسهم حسب البلد الذي تستقر فيه الشركة. فعلى سبيل المثال، نستله ونوفارتس مستقرتان في سويسرا ويتاجر بهما في سوق SIX السويسرية، لذا يمكن اعتبارهما جزءًا من سوق الأسهم السويسري، ولكن يمكن تجارة هذه الأسهم في أسواق بلاد أخرى، كإيصالات الإيداع الأمريكية في سوق الأسهم الأمريكية.

## حجم الأسواق
ارتفع إجمالي القيمة السوقية لسندات الضمان المدعومة بالحصص من 2.5 تريليون دولار عام 1980 إلى 68.65 تريليون دولار مع نهاية عام 2018. وفي 31 ديسمبر عام 2019، بلغت القيمة السوقية الإجمالية لكل الأسهم في العالم تقريبًا 70.75 تريليون دولار.
في عام 2016، كان في العالم 60 سوق أسهم. من هذه الأسواق 16 قيمتها السوقية تريليون دولار أو أكثر، وتشكل 87% من القيمة السوقية العالمية. هذه الأسواق الست عشرة كلها في أمريكا الشمالية أو أوروبا أو آسيا، إلا سوق السندات الأسترالي.
حسب البلد، أكبر أسواق الأسهم حسب بيانات يناير 2020 هو في الولايات المتحدة الأمريكية (نحو 54.5%) ثم اليابان (نحو 7.7%) ثم المملكة المتحدة (نحو 5.1%).

## سوق الأسهم (البورصة)
سوق الأسهم هو سوق (أو بورصة) يشتري فيها تجار الأسهم ويبيعون حصصهم وسنداتهم وغير ذلك. لكثير من الشركات الكبيرة أسهم معروضة في البورصة. هذا يجعل الأسهم سائلة أكثر ومن ثم جذابة أكثر للمستثمرين. يمكن أيضًا أن يكون السوق ضامنًا لتسوية البيع. يمكن تجارة الأسهم أيضًا «على الطاولة» أي من خلال تاجر خارج البورصة. تعرض بعض الشركات الكبيرة أسهمها على عدة أسواق في عدة بلدان، لتجذب مستثمرين دوليين.
قد تغطي أسواق البورصة أنواعًا أخرى من السندات، مثل سندات الربح الثابت والاشتقاقات، التي تكون تجارتها أكثر خارج السوق.
التجارة في سوق الأسهم تعني نقل سهم أو سند من بائع إلى مشتر (مقابل مال). يتطلب هذا أن يتفق الطرفان على سعر. تمنح الأسهم (أو الحصص) ربحًا في الملكية في شركة معينة.
يتراوح المشاركون في سوق الأسهم من مستثمري السهم الواحد إلى المستثمرين الأكبر، الذين قد يكونون في أي مكان في العالم، ومن المشاركين أيضًا البنوك وشركات التأمين وصناديق التقاعد وصناديق الوقاية. ينفّذ تاجر سوق البورصة طلبات المشاركين للشراء أو البيع نيابة عنهم.
بعض الأسواق لها أماكن في الواقع تحدث فيها المعاملات التجارية، بطريقة تسمى النداء المفتوح. تستعمل هذه الطريقة في بعض أسواق الأسهم والسلع، وفيها ينادي التجارة بأسعار عروضهم. أما النوع الثاني من أسواق البورصة فهو شبكة من الحواسيب تكون التجارة فيها إلكترونية. من أمثلة هذا النوع ناسداك.
يعرض مشترٍ محتمل سعرًا معينًا للسهم، ويطلب بائع محتمل سعرًا معينا للسهم نفسه. الشراء أو البيع في السوق يعني أنك ستقبل سعر الطلب أو البيع للسهم. عندما تتوافق أسعار المزايدة والمناقصة، يجري البيع، ويكون البيع لأول القادمين إذا كان المناقصون أكثر من واحد على السعر نفسه.
إن هدف سوق البورصة هو تسهيل متاجرة السندات بين الباعة والمشترين، وهو ما يجعله سوقًا. توفر الأسواق معلومات تجارية مباشرة عن السندات المعروضة، وهو ما يسهل اكتشاف السعر.
سوق أسهم نيويورك (NYSE) هو سوق على الأرض، وله سوق هجين يمكن فيه وضع طلبات البيع والشراء إلكترونيًّا من أي مكان أو من غرفة التداول. تدخل الطلبات المنفذة في غرفة التداول من خلال أعضاء السوق ثم تتدفق إلى سمسار سوق، يرسل الطلب إلكترونيا إلى موظف السوق المخصص لهذا السهم ليجري الطلب. وظيفة موظف السوق المخصص هي الحفاظ على سوق له جهتان، وأن يخلق طلبات بيع وشراء عندما لا يوجد باعة ولا مشترون. إذا فاق سعر المزايدة سعر المناقصة، لا يجري أي بيع، وفي هذه الحالة يستعمل موظف السوق المخصص مصادره الخاصة (مال أو أسهم) ليغلق الفرق. عندما تجري التجارة، تسجل التفاصيل في «شريط» وترسل إلى شركة التجارة، التي ترسل إشعارًا إلى المستثمر الذي وضع الطلب. تلعب الحواسي دورًا مهمًّا، لا سيما في المتاجرة بالبرامج.
سوق ناسداك هو سوق إلكتروني، تجري كل التجارة فيه على شبكة حاسوبية. هذه العملية شبيهة بما يجري في سوق أسهم نيويورك. يستطيع صناع السوق في ناسداك دائمًا أن يقدموا مزايدة أو مناقصة بالسعر الذي يريدون دائمًا أن يشتروا أو يبيعوا به السهم.
أما بورصة باريس، وهي اليوم بعد يورونكست، فهي سوق أسهم إلكتروني مقود بالطلبات. صار هذا السوق أوتوماتيكيًّا في أواخر ثمانينيات القرن العشرين. قبل الثمانينيات، كان سوق نداء مفتوح. يلتقي السماسرة في غرفة التداول في قصر بونجنيارت. في عام 1986، ظهر نظام التجارة بمساعدة الحاسوب، وصارت مطابقة الطلبات أوتوماتيكية تماما.
يفضل المتاجرون بالأسهم المتاجرة في أشهر الأسواق لأنها تقدم أكبر عدد من الأطراف المقابلة (مشترين للباعة وباعة للمشترين) وأفضل سعر غالبًا. ولكن، لم تزل البدائل موجودة ومنها سماسرة يحاولون إخراج الطرفين وإجراء التجارة بينهما خارج السوق. من الأسواق الثالثة التي شاعت: إنستينت، ثم آيلاند وأركابيليغو (آخر اثنين اشتراهما سوق ناسداك وسوق أسهم نيويورك، على الترتيب). من فوائد هذه البدائل أنها تتجنب رسوم السوق. ولكن لها مشكلات أيضًا كالاختيار السالب. استقصى المشرعون الماليون البرك المظلمة.

## المشتركون في السوق
من المشتركين في السوق: المستثمرون الأفراد الصغار، والمستثمرون المؤسسيون (كصناديق التقاعد وشركات التأمير وصناديق الاستثمار المشترك وصناديق المؤشر وصناديق المؤشرات المتداولة وصناديق الحماية ومجموعات المستثمرين والبنوك ومؤسسات مالية متنوعة أخرى) والشركات التي تتاجر بأسهمها علنًا. الروبوتات الناصحة، التي تؤتمت الاستثمار للأفراد، أيضًا من أهم المشتركين.

### التركيبة السكانية للمشتركين في السوق

#### الاستثمار المباشر وغير المباشر
الاستثمار غير المباشر هو امتلاك الأسهم امتلاكًا غير مباشر، كامتلاكه في صندوق استثمار مشترك أو صندوق أسهم متداولة. الاستثمار المباشر هو الامتلاك المباشر للأسهم.
ارتفعت نسبة امتلاك الأفراد المباشر للأسهم ارتفاعًا قليلًا من 17.8% عام 1992 إلى 17.9% عام 2007، وازداد متوسط قيمة هذه الأملاك من 14,778 دولارًا إلى 17 ألف دولار. ارتفعت المشاركة غير المباشرة من خلال حسابات التقاعد من 39.3% عام 1992 إلى 52.6% عام 2007، وازداد متوسط قيمة هذه الحسابات أكثر من ضعفين من 22 ألف دولار إلى 45 ألف دولار في هذه الفترة. عزا ريدكفست وسبيزمان وستروبوليف هذا الاختلاف في النمو بين الامتلاكات المباشرة وغير المباشرة إلى الاختلاف في الضرائب على النوعين في الولايات المتحدة. أشهر وسيلتين للمشاركة غير المباشرة هي الاستثمار في صناديق التقاعد وحسابات 401k، ولا تفرض عليهما ضريبة إلا عندما تخرج الأموال من الحسابات. بالمقابل، المال الذي يستعمل لشراء الأسهم معرض للضرائب هو وأي حصة أرباح أو ربح رأسمالي يولده السهم لحامله. بهذه الطريقة، تدفع أنظمة الضرائب الحالية الأفراد إلى الاستثمار غير المباشر.